# Kalínitxi
Kalínitxi (en rus: Калиничи) és un poble del krai de Perm, a Rússia, que en el cens del 2010 tenia 33 habitants.